# Мальвіль (фільм)
«Мальвіль» (фр. Malevil) — французький постапокаліптичний фільм 1981 року, поставлений режисером Крістіаном де Шалонжем за однойменним романом Робера Мерля 1972 року. Стрічка була номінована в чотирьох категоріях на здобуття французької національної кінопремії «Сезар» 1982 року та отримала нагороду за найкращу роботу художника-постановника (Макс Дюї) .

## Сюжет
У Європі відбувається ядерна війна. Група людей, на чолі з мером французького містечка (і за сумісництвом - власником замку) переховується у підвалі старовинного замку Мальвіль. Через якийсь час вони вибираються назовні в пошуках їжі та виявляють, що замок зазнав серйозних ушкоджень, а на землі не залишилося ні єдиної рослини. Уцілілі намагаються відновити замок, налагодити життя в общині. Проте незабаром вони зустрічають іншу групу тих, що вижили, на чолі з психопатом Фюльбером, який керує групою заляканих, голодних уцілілих, відбираючи в них останню їжу...

## У ролях
| • Мішель Серро       | … | Емманюель Конт |
| • Жак Дютрон         | … | Колін          |
| • Жак Вільре         | … | Момо           |
| • Робер Дері         | … | Пейсу          |
| • Ганнс Цишлер       | … | ветеринар      |
| • Жан-Луї Трентіньян | … | Фюльбер        |
| • Пенелопа Пальмер   | … | Евеліна        |
| • Емілі Лаю          | … | Мену           |
| • Жаклін Паран       | … | Каті           |
| • Гай Сен-Жан        | … | «жандарм»      |
| • Маріанік Ревійон   | … | Емма           |
| • Рейн Бартев        | … | Жудіт          |

## Виробництво
Зйомки стрічки пройшли в департаменті Авероні, у замку Буринів у Бертолені, в Северак-л'Еглізі, а також у департаменті Еро — в Ле-Келарі та Сен-Тібері.

### Знімальна група
- Автори сценарію — П'єр Дюмає, Крістіан де Шалонж за романом Робера Мерля «Мальвіль» (1972)
- Режисер-постановник — Крістіан де Шалонж
- Продюсер — Клод Неджар
- Співпродюсери — Ганс Брокманн, Ганс Пфлюгер
- Оператор — Жан Пензер
- Композитор — Габрієль Яред
- Монтаж — Анрі Ланоє
- Художник-постановник — Макс Дюї
- Художник по костюмах — Ґіслен Урі
- Звук — П'єр Гаме

## Нагороди та номінації
| Список нагород та номінацій                                    | Список нагород та номінацій | Список нагород та номінацій  | Список нагород та номінацій | Список нагород та номінацій | Список нагород та номінацій |
| Кінопремія                                                     | Рік                         | Категорія                    | Номінант(и)                 | Результат                   |                             |
| -------------------------------------------------------------- | --------------------------- | ---------------------------- | --------------------------- | --------------------------- | --------------------------- |
| Премія «Сезар»                                                 | 1982                        | Найкращі декорації           | Макс Дюї                    | Перемога                    |                             |
| Премія «Сезар»                                                 | 1982                        | Найкраща операторська робота | Жан Пензер                  | Номінація                   |                             |
| Премія «Сезар»                                                 | 1982                        | Найкращий монтаж             | Анрі Ланоє                  | Номінація                   |                             |
| Премія «Сезар»                                                 | 1982                        | Найкращий звук               | П'єр Гаме                   | Номінація                   |                             |
| Кінофестиваль фантастичних фільмів Fantafestival (Рим, Італія) | 1982                        | Найкращий фільм              | Мальвіль                    | Перемога                    |                             |